# Johann Ludwig Weinbrenner

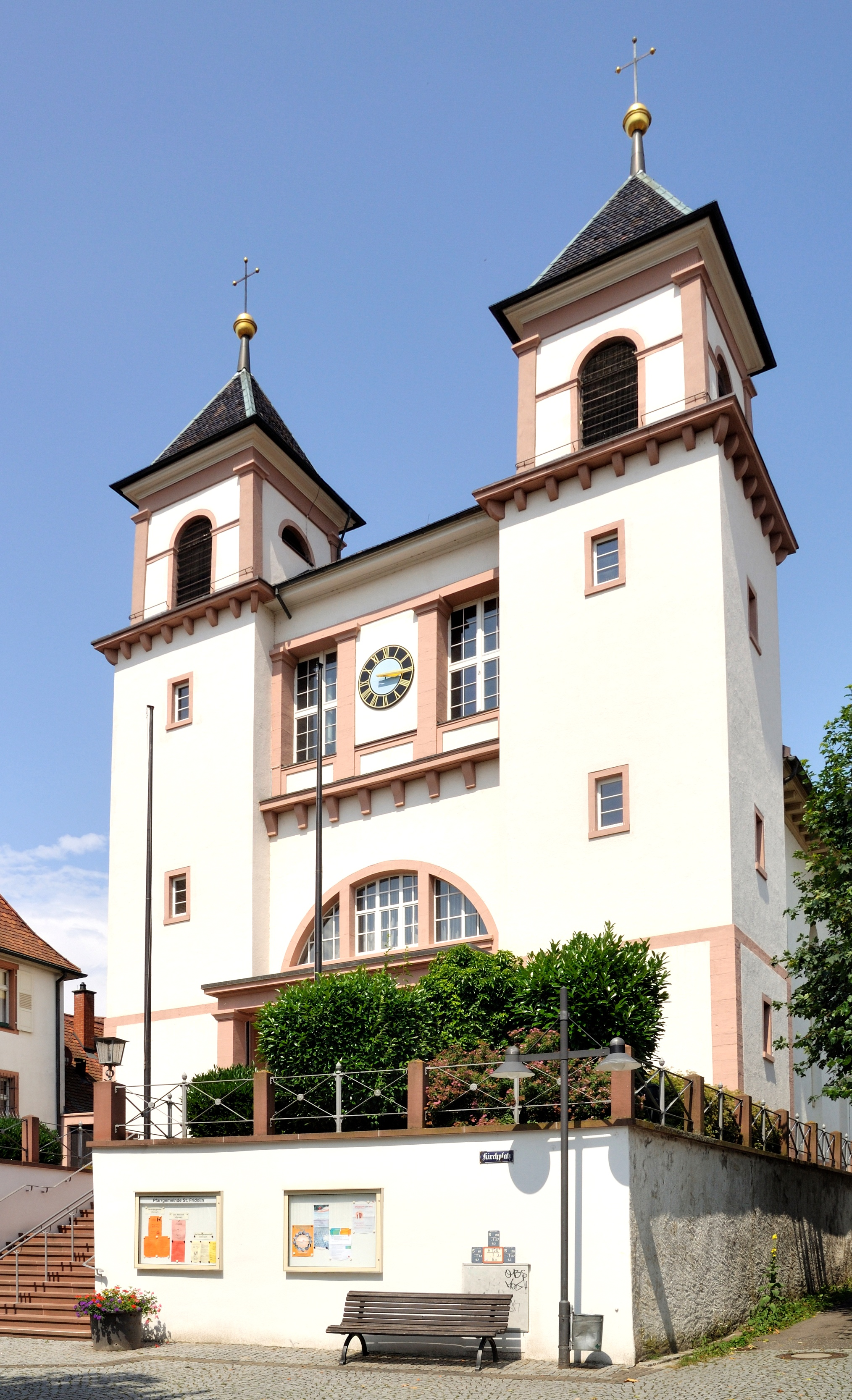
Doppelturmfassade der St. Fridolinskirche in Lörrach

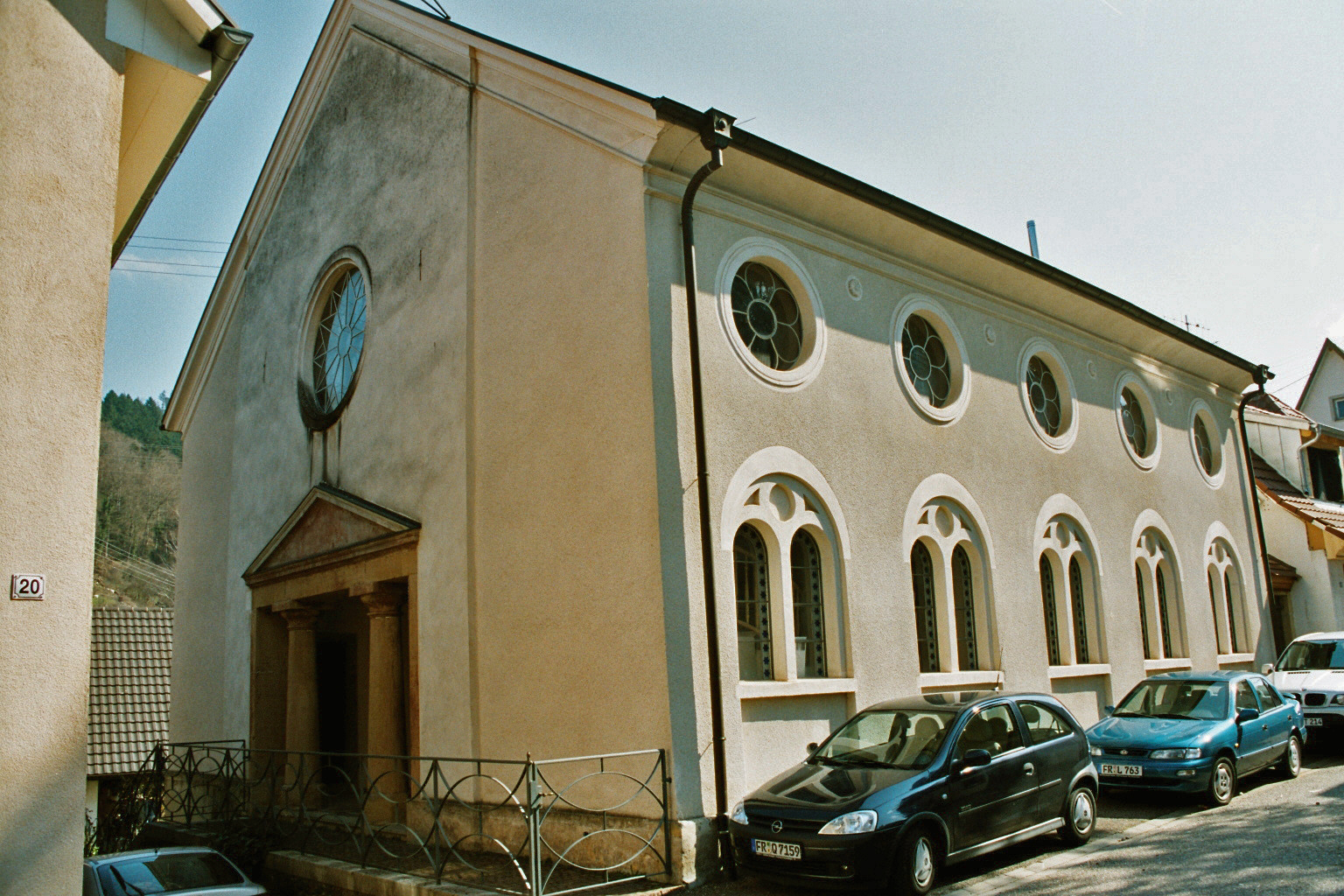
Synagoge Sulzburg

Johann Ludwig Weinbrenner (* 1790 in Karlsruhe; † 1858) war ein badischer Baumeister. Bekannt wurde er durch den Bau von Sakralbauten und Rathäusern im Großherzogtum Baden, die zum größten Teil zwischen 1818 und 1835 entstanden.

## Leben und Wirken
Johann Ludwig Weinbrenner war der Neffe des Architekten Friedrich Weinbrenner. Von 1802 bis 1808 studierte er in Karlsruhe Architektur an der Bauschule seines Onkels. Bis 1814 war er im großherzoglichen Baubüro tätig und führte die Bauaufsicht über den Neubau der Evangelischen Stadtkirche Karlsruhe. Die Jahre von 1814 bis 1817 verbrachte er mit einem Stipendium in Rom, wobei sich eine Freundschaft mit Friedrich von Gärtner ergab. Ab dem Jahre 1819 war er Bezirksbaumeister in Müllheim. Danach übernahm er in Lörrach denselben Posten. Ab 1825 war er Bezirksbaumeister in Baden-Baden und ab 1835 in Rastatt. In seinen späteren Bauten löste er sich zunehmend vom klassizistischen Baustil Friedrich Weinbrenners und schloss sich der historisierenden Richtung des Rundbogenstils an, wie ihn dessen Nachfolger Heinrich Hübsch sowie Friedrich von Gärtner vertraten.

## Bauten
- im (heutigen) Landkreis Karlsruhe:
  - Kirche St. Martin in Forchheim
  - Kirche St. Cyriak in Malsch
  - Kirche St. Georg in Völkersbach

- im (heutigen) Landkreis Rastatt:
  - Katholische Pfarrkirche in Steinmauern
  - Kirche St. Andreas in Au am Rhein
  - Altes Rathaus von Bühl
  - Rathaus von Bühlertal
  - Kirche St. Dionysius in Durmersheim
  - Kirche St. Matthäus in Eisental
  - Kirche St. Laurentius in Hügelsheim
  - Kirche St. Brigitta in Iffezheim
  - Kirche St. Michael in Ötigheim
  - Kirche St. Mauritius in Söllingen
  - Kelter in Muggensturm[2]

- Pfarrkirche St. Michael in Istein
- Kirche St. Fridolin in Lörrach
- Kirche St. Johannes Baptist in Oppenau
- Synagoge in Sulzburg (1821/22)